# Urgedra chaon
Urgedra chaon är en fjärilsart som beskrevs av Druce 1911. Urgedra chaon ingår i släktet Urgedra och familjen tandspinnare. Inga underarter finns listade i Catalogue of Life.